# Хайнрих III фон Регенсбург
Хайнрих III фон Регенсбург (на немски: Heinrich III von Regensburg; † ок. 27 ноември 1174) от баварската фамилия фон Риденбург (Бабони) е бургграф на Регенсбург, фогт на Св. Емерам и Прюфенинг, граф в Донаукни и на долния Алтмюл.

## Биография
Той е син на граф Ото I, бургграф на Регенсбург и ландграф на Щефлинг († ок. 21 октомври 1143) и съпругата му Аделхайд фон Пльотцкау († 1124), дъщеря на граф Дитрих фон Пльотцкау и съпругата му Матилда фон Валбек. 
Брат му Ото II († ок. 16 август 1175) e ландграф и бургграф на Регенсбург, ландграф на Щефлинг, женен за Аделхайд фон Вителсбах (* ок. 1150), дъщеря на граф Ото V фон Шайерн, пфалцграф фон Вителсбах († 1156).
Хайнрих III умира ок. 27 ноември 1174 г. и е погребан в Св. Емеран.

## Фамилия
Първи брак: с Берта Австрийска (* 1124; † 9 април 1150), дъщеря на маркграф Свети Леополд III от Австрия († 1136) и Агнес фон Вайблинген († 1143), дъщеря на император Хайнрих IV, херцог на Бавария. Те имат децата:
- Фридрих I († ок. 17 юли 1181), бургграф на Регенсбург (1154), граф на Риденбург (1171)
- Хайнрих IV († ок. 4 януари 1185), бургграф на Регенсбург (1174), граф на Риденбург (1179), женен за София фон Ветин-Майсен († сл. 1177), вдовица на херцог Улрих от Моравия, дъщеря на маркграф Ото Богатия фон Майсен
- Аделхайд († сл. 1190), абатиса на Обермюнстер в Регенсбург.

Втори брак: с фон Йотинген. Имат децата:
- дъщеря (Кунигунда), омъжена за граф Попо I фон Вертхайм († 1212)
- дъщеря (Аделхайд), омъжена сл. 1147 г. за граф Фридрих I фон Хоенбург-Валдберг († 1178), син на граф Ернст I фон Хоенбург († сл. 1122) и Аделхайд фон Регенсбург-Вилдберг († ok. 1157)[5]
- Ото IV фон Регенсбург († сл. 1183), граф на Риденбург, бургграф на Рорбах